# (4206) Verulamium
(4206) Verulamium est un astéroïde de la ceinture principale.

## Description
(4206) Verulamium est un astéroïde de la ceinture principale. Il fut découvert le 25 août 1986 à La Silla par Henri Debehogne. Il présente une orbite caractérisée par un demi-grand axe de 2,86 UA, une excentricité de 0,02 et une inclinaison de 1,2° par rapport à l'écliptique.

## Compléments